# Abracadabra (EDAMAME BEANSの曲)
『Abracadabra』（アブラカダブラ）は、EDAMAME BEANSの2枚目のシングル。2022年12月6日に配信リリースされた。

## 概要
EDAMAME BEANSの2ndシングル。
今作はEDAMAME BEANS初の配信限定、新体制以来、初の2年ぶりシングルとしてリリースされた。　　　　　　　　　　　　　　　　　　　　
- 「Abracadabra」今作のタイトル曲。

2022年10月22日に「男・組長祭 2022」にて初披露された楽曲。10月28日に「Abracadabra（Dance Practice − iPhone fix ver.）」が公開。ライブで先に初披露されたのは「FREEDOM」だが「Abracadabra」がタイトルになっている。
- 「FREEDOM」今作のカップリング曲。

7月27日に「水曜ナイトライブ in LAZONA」にて初披露された新体制以来、2年ぶりの初の楽曲。9月16日に「FREEDOM（Dance Practice） - iPhone Follow Me" Ver.」が公開。リリースされた音源とライブで披露している音源ではアレンジが少し異なっている。ライブ音源では2番目のBメロ（先へ飛ばして 向かう場所はNo one knows）にキックが入っているが、リリース音源ではキックがカットされている。また、12月12日のInstagramの投稿で西田喜穏（Keyon）は「曲もねぇ、もらってたのと若干変わった気がして聴いててぶち上がった」と呟いている。

## ジャケット
ジャケットは黒い背景に金色でEDAMAME BEANSの名前とロゴが入っている。左上に金色で「Abracadabra / FREEDOM」と書かれている。

## 収録曲
| 全作詞: S.KAWAI sheep、全作曲: S.KAY。 |                 |               |            |       |      |
| #                                      | タイトル        | 作詞          | 作曲・編曲 | 編曲  | 時間 |
| 1.                                     | 「Abracadabra」 | S.KAWAI sheep | S.KAY      | S.KAY | 2:41 |
| 2.                                     | 「FREEDOM」     | S.KAWAI sheep | S.KAY      | S.KAY | 2:38 |
| 合計時間:                              | 合計時間:       | 合計時間:     | 5:19       |       |      |